# Artziniega
Artziniega és un municipi d'Àlaba, de la Quadrilla d'Aiara. Limita amb els municipis de Valle de Mena (província de Burgos), Gordexola (Biscaia) i Aiara.

## Pobles i barris
El municipi d'Artziniega es compon de dos territoris històricament ben diferenciats.
- D'una banda, tenim la mateixa Vila d'Artziniega i les terres adscrites a la seva circumscripció que ocupen les zones properes, amb els barris o caserius d'Ureta, Barretaguren, Eskartza, Hormaza, Barratxi (San Antonio), Benta, Gordeliz, Las Caserías, Las Campas i San Román, així com el lloc de Campijo, conlindant amb les terres burgaleses d'Áyega i que antany es trobava en ple camí de Balmaseda.
- D'altra banda, ens trobem una sèrie de pobles adscrits al municipi d'Artziniega d'ençà l'any 1841 i que són Mendieta, Retes de Tudela, Santa Coloma i Soxoguti. Aquests pobles foren fins a aquest any part de la Terra d'Aiara, i encara avui regeix en ells el fur d'Ayala, a diferència de la Vila de Artziniega.

Les relacions entre la vila i els pobles van estar històricament regulades per la Junta d'Ordunte, una institució que reunia a representants de cada jurisdicció i que s'encarregava dels afers comuns, com per exemple l'aprofitament de les forests. La Junta d'Ordunte era una institució sobirana d'origen medieval, que no tenia cap relació ni amb la Vila de Arceniega ni amb la Terra de Ayala, i s'hi reunia sota l'alzina que hi ha al costat del santuari. Avui dia existeix un monument commemoratiu. Les primeres ordenances d'aquesta junta d'Ordunte no es conserven, però si les remodelació feta en l'any 1623 sent alcalde d'Artziniega Diego de la Gamarra. Aquest tipus de juntes d'origen medieval són abundants a Bascònia com a manera d'organització bàsica; aquí tenim per exemple molt prop d'Artziniega la mateixa junta de Saraube, o la Ruzabal, que comprenia els pobles de la ciutat de Orduña.

## Història
El territori on se situa Artziniega va ser poblat des d'antic. A la Cova de La Iglesia, a Retes de Tudela, s'hi han trobat restes humans prehistòrics, i no lluny d'allí, al barri de Gordeliz, s'hi va trobar al segle xviii una làpida amb una inscripció en llatí, el que dona fe de la presència romana per aquestes contrades. Així mateix, en les excavacions realitzades en el santuari de La Encina, s'hi han trobat restes d'un assentament amb cultura material romana datats entre el segle iv i VI.
Primeres dades
La història escrita de Artziniega comença el 1272, quan el Rei de Castella, Alfons X el Savi, concedeix a Artziniega la carta-pobla. La Vila es regiria des d'aleshores pel fur de Biscaia, el natural de la terra, i per a assumptes econòmics i tributaris pel fur de Vitòria. Fins a la mort de Don Tello, va pertànyer a Biscaia, però a la seva mort, en 1370, aquest ho cedeix al seu germà el rei Enric II de Castella, que un any després el lliura a Pedro López de Ayala, el canceller, juntament amb les valls d'Orozko i Llodio. Després d'això, i fins a 1817, els senyors i ducs de Ayala (i més tard els ducs de Veragua, Berwick i Llíria) van tenir la prerrogativa de nomenar alcaldes majors a Artziniega, però mai la van exercir, ja que encara que formalment formava part de la senyoria d'Ayala, en la pràctica mai ho va fer. Mentre va pertànyer a Biscaia el Senyor va nomenar els alcaldes, i posteriorment ho va venir fent el poble en consell obert.

### Edat mitjana
Durant l'edat mitjana, igual que la resta del país, Artziniega va viure marcada per les guerres de bàndols entre clans rivals que lluitaven pel control del territori. Artziniega era situada a un lloc estratègic de passada comercial entre l'altiplà i els ports de Biscaia, el que feia que hi hagués llinatges de renom i riquesa. A la Vila es van succeir actes violents, com per exemple un intent de setge. Mostra d'aquesta època violenta és la petició que fan els ferrons d'Artziniega als Reis Catòlics en 1491, a causa dels abusos que patien per part dels Largatxa d'Iratzagorria, llinatge amb grans interessos en el comerç del ferro.
En el segle xv la Vila es dota d'unes ordenances que ens donen testimoniatge de la vida quotidiana i les activitats econòmiques diaries: cultiu del blat, de la vinya, la ramaderia, els molins, els oficis urbans com teixidors, masovers, forners... Tenia gran importància ja llavors el mercat setmanal, ja que Artziniega ha estat durant la seva història el centre econòmic de la comarca, i també les fires de setembre a La Encina, veritables esdeveniments que arribaven a durar quinze dies. En aquestes dates medievals es va constituir un institució supramunicipal important per a Artziniega, la Junta d'Ordunte, que agrupava a la Vila i els pobles aialesos confrontants (Mendieta, Retes de Tudela, Santa Koloma i Soxoguti), per a dirimir assumptes comuns com ara l'aprofitament de les forestes i pastures.

### Edat Moderna
Passada l'edat mitjana, Artziniega coneix un període d'expansió en el qual es comença a ocupar espai extramurs i la riquesa generada pel descobriment redunda de manera directa en el desenvolupament de la Vila. Són nombrosos els artziniegarres que fan fortuna en les Amèriques. Així, en 1590, el batxiller Pedro Saenz de Ubaldi funda un hospital enfront de la parròquia, que posteriorment va ser traslladat al cantó de Zubiaur, i més tard al barri d'Arenaza. Altre fet a destacar és la fundació de les escoles d'Artziniega, com donació de Pedro de Oribe Salazar en l'any 1608. En aquesta època succeïxen en Artziniega esdeveniments històrics curiosos, com ara els litigis sostinguts amb alguns joves que refusaven fer el servei militar, o el rebuig que va sofrir a les Juntes Generals d'Àlaba el procurador d'Artziniega el 1674 al desconèixer el castellà.

### Edat contemporània
Durant els segle xviii i xix la Vila de Artziniega es consolida com centre comercial de la comarca natural de la qual és cap. En 1814 es procedeix a la urbanització de la Goiko Plaza, i posteriorment de la pujada de La Encina. És l'època que en els terrenys propers al centre es construeixen cases i palaus dels benestants Artziniega, que més tard seran residència de famílies residents a Madrid o Bilbao. En la segona meitat del segle xix Artziniega sofreix una gran transformació quant a infraestructures, ja que gràcies a la iniciativa de veïns i autoritats es van realitzar obres pròpies d'una població més gran, com ara el nou edifici de l'ajuntament, el mercat cobert i el casino d'Artziniega. Durant la tercera guerra carlina, Artziniega va patir combats i foren cremats l'arxiu i el registre civil de la Vila, perdent-se importants documents.
En la guerra civil espanyola Artziniega també es va veure embolicada en la contesa i va ser testimoni de l'avanç de les tropes feixistes per les seves terres durant 1937. Artziniega al principi va quedar fora de la zona nacional (a diferència de la majoria de la província d'Àlaba), però l'avanç dels revoltats cap a Bilbao la va fer caure, i com la resta del país, va sofrir 40 anys de règim dictatorial. En els últims anys de la dictadura es va produir en Artziniega la urbanització de terrenys propers a la Vila, i van sorgir els nous barris de Eguzkimendi, Arenatza o El Palacio. Aquest creixement urbà s'ha accelerat enormement en els últims anys, el que ha suposat un augment de població molt gran fins a situar al municipi en els 1700 habitants aproximadament, encara que existeix una població flotant molt nombrosa.
El primer alcalde escollit per sufragi després del règim franquista va ser José Mª Elejalde, de l'UCD, i posteriorment Imanol Aretxabala, del PNB, que va dirigir el consistori des de 1983 fins a 2007, amb un petit parèntesi que va ser alcalde Juan José Cagigas. El relleu de Imanol Aretxabala l'ha pres Agurtzane Llano, també del Partit Nacionalista Basc després de les eleccions del 27 de maig de 2007, encara que compta amb una minsa majoria de 3 regidors sobre un total de 9.